# Dissolução
Em química dissolução é o ato de misturar um soluto em um solvente. A água é o solvente universal para solutos polares. A dissolução fracionada, por exemplo, é empregada para separar uma mistura de sólidos, em que um é solúvel num determinado solvente e o outro não. É o caso de uma mistura de hidróxido de potássio e carbonato de cálcio. Como o hidróxido é bastante solúvel em água (o que não acontece com o carbonato), ao adicionar essa substância ao sistema, o hidróxido se dissolve. Por intermédio de uma filtração, separa-se o carbonato, o componente que não se dissolve.